# 白仏駅
白仏駅（はくぶつえき、中国語：白佛站、英語：Baifo Station）は河北省石家荘市長安区にある石家荘地下鉄1号線の駅。2017年6月26日に、1号線の開業とともに供用開始された。

## 位置
白仏駅は石家荘市長安区の中山東路と興寧寺街の交差点にある。

## 駅構造
島式ホーム1面2線の地下駅。
| 地上     | 出入口     | A、B、C出入口                        |
| 地下一階 | 駅ロビー   | 切符売り場                           |
| 地下二階 | 線路       | ■1号線 西王方面 （次の駅：朝暉橋駅） |
| 地下二階 | 島式ホーム |                                      |
| 地下二階 | 線路       | ■1号線 福沢方面 （次の駅：留村駅）   |

## 出入口
出入口は3つ使用されている。
| 出入口番号 | 出入口がある場所、その周辺         |
| ---------- | ---------------------------------- |
| 出口 · A   | 中山東路（北側）、興寧寺街（東側） |
| 出口 · B   | 中山東路（南側）、白仏客運駅       |
| 出口 · C   | 中山東路（南側）                   |

## 隣の駅
石家荘地下鉄
■1号線
朝暉橋駅 - 白仏駅 - 留村駅